# Abbaye Saint-Pierre de Montier-la-Celle
Pour les articles homonymes, voir Saint-Pierre et Abbaye Saint-Pierre.
L'abbaye Saint-Pierre de Montier-la-Celle est une ancienne et importante abbaye bénédictine mérovingienne du comté de Champagne, de style mérovingien, à Saint-André-les-Vergers (actuelle commune du Grand Troyes) dans l'Aube, en région Grand Est (ex-région Champagne-Ardenne).
Fondée au VIIe siècle par l'abbé Frobert de Troyes, confirmée par charte du roi Clotaire III en 657 et dédiée à  saint Pierre apôtre du Christ, elle est considérée jusqu'au XIIe siècle comme une des plus illustres de Champagne, du royaume de France et de l’occident chrétien.
Elle est supprimée en 1770.

## Historique
Vers 650, saint Frobert (élève de l'école épiscopale de Troyes), est remarqué pour ses aptitudes religieuses par l'évêque de Troyes Ragnégisile, qui l'envoie en formation monastique à l'abbaye Saint-Pierre-et-Saint-Paul de Luxeuil de l'archidiocèse de Besançon. Il revient à Troyes pour fonder un monastère (expansion du christianisme au Moyen Âge) sur des marais de dix bonniers (environ 13 hectares), au lieu-dit Insula Germanica (Île Germaine), à 5 km au sud-ouest des remparts de la cité historique de Troyes, sur la commune actuelle de Saint-André-les-Vergers, don du roi mérovingien Clovis II (roi de Neustrie et du royaume de Bourgogne) et de son épouse sainte Bathilde. Il y fonde initialement avec quelques moines, un oratoire dédié à saint Pierre selon la règle de saint Colomban, entouré de quelques cellules monastiques (d’où son nom de monastère Saint-Pierre de Celle).
En 657, à  la suite de la disparition de Clovis II, le monastère est confirmé par une charte officielle de la reine sainte Bathilde et leur fils héritier Clotaire III. En 753, le monastère est cité dans une charte sous le vocable de Saint-Pierre : « monasterium Sancti Petri, quod vocatur Insula Germanica ». Le monastère est rebaptisé « Sancti Bobini cella » ou « Celta Bobini », en l’honneur de saint Bobin, abbé du monastère, devenu évêque de Troyes en 766.
En 859 et 877, Charles le Chauve, roi carolingien de Francie occidentale, de passage à Troyes, confirme les possessions de l'abbaye, et lui fait d'importants dons. En 1048, le roi Henri Ier autorise le comte Thibaud Ier de Champagne à faire don de l'église Saint-Ayoul de Provins à l'abbaye, dont le prieur troyen, saint Robert, fonde l'abbaye Notre-Dame de Molesme en 1075, puis l'abbaye de Cîteaux et le très puissant ordre de Cîteaux (ordre cistercien) en 1095 (d'où les nombreuses statues de saint Robert tenant dans les mains deux monastères). Le monastère porte alors le nom de « Monasterieum domini Petri Trecassini ».
En 850, l'évêque Prudence de Troyes consacre la première abbatiale, dédiée à saint Pierre, et sa fondation est confirmée par le roi Charles II le Chauve.
Au XIIe siècle, l'abbaye est à son apogée, devenue avec le temps une des abbayes les plus riches et influentes du royaume de France, et de l’occident chrétien, par la protection des rois de France et des papes, qui lui donnent de nombreux privilèges, et par d'importantes aumônes temporelles des rois, de la noblesse, et de riches bourgeois, et des gens du peuple, en domaines agricoles, exploitations forestières, vignobles, églises, villages, maisons, granges, fours, moulins, dîmes, cens (droit seigneurial), rentes, tonlieux, et autres droits. Elle atteint l'apogée de sa richesse et de son influence chrétienne, en tant qu'importante école monastique où sont enseignés théologie, philosophie, lettres, histoire, droit civil, etc. Elle forme des ecclésiastiques illustres et influents, des théologiens, prêtres, moines, abbés, patriarches des ordres catholiques, évêques, archevêques... de haut degré de doctrine théologique et de sainteté, et fonde plusieurs prieurés (dix-neuf au XIIe siècle). L'abbaye est également le siège d'un scriptorium réputé dont les copistes réalisent manuscrits et enluminures remarquables, notamment au XIIe siècle sur le thème des Saintes Écritures.
En 1114, le comte Hugues Ier de Champagne dote le monastère d'importants revenus supplémentaires avec les tonlieux des foires de Champagne. En 1332, le monastère prend son nom définitif de Montier-la-Celle.
Au XIIIe siècle, les ravages de la guerre de Cent Ans (1337 à 1453) entre la France , l'Angleterre et la Bourgogne marquent le déclin irréversible de l’abbaye, qui est brûlée par les Anglais en (1343-1348), malgré la construction par l’abbé Guichard d’un mur d’enceinte fortifié et crénelé, et de quatre grandes tours de défense, puis de la tentative de restauration de l'abbaye sur plusieurs siècles, par l’abbé Oger de Sens, à partir de 1401.
Au XVIIe siècle, à la suite de la Réforme protestante et de la Contre-Réforme catholique du concile de Trente, l'abbaye est intégrée à la congrégation de Saint-Vanne et Saint-Hydulphe, qui tend à revenir à l'application de la règle de saint Benoît originelle, dans les monastères de l'ordre de Saint-Benoît.

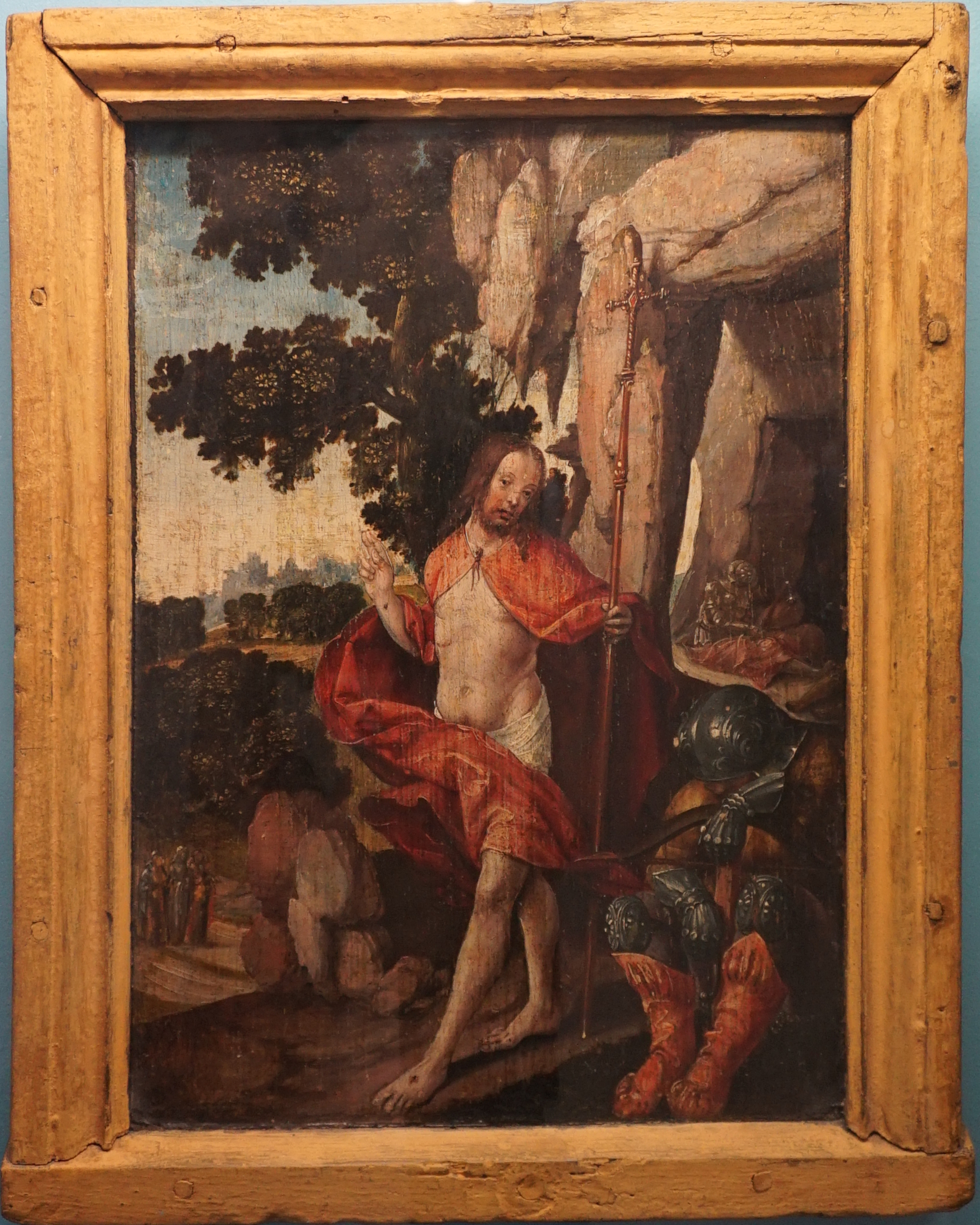
Christ ressuscité.

Le 8 septembre 1770, elle est supprimée par union à l'évêché de Troyes. Les bâtiments sont entièrement démolis pendant la Révolution française. Antoine-Marie de Berard de Montalet de Villebreuil en est le dernier abbé.
À ce jour, l'actuelle polyclinique de Montier-la-Celle est construite à l’intérieur de l’enceinte de cette ancienne abbaye.

## Église abbatiale

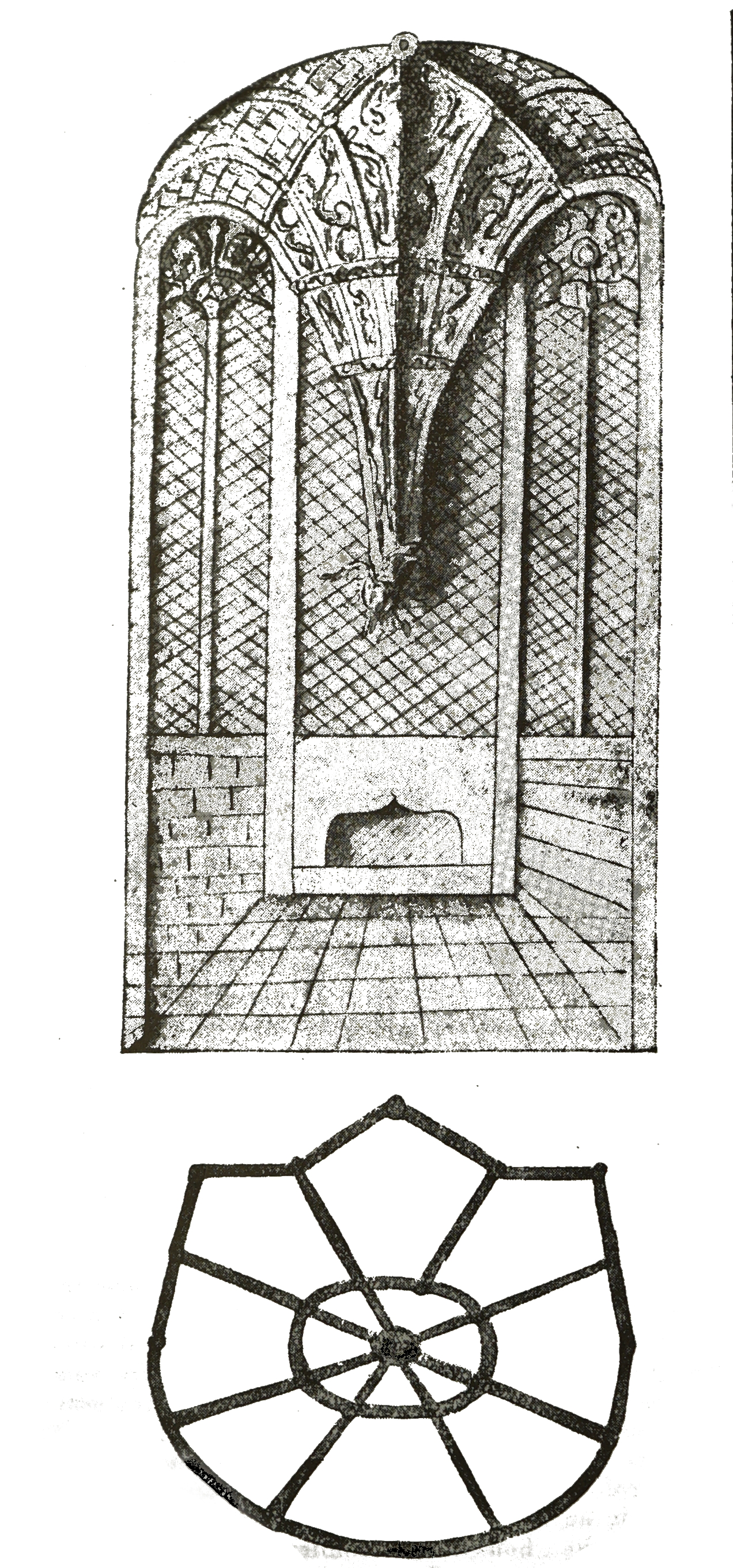
Détail de l'église, un pendentif.

La première église abbatiale est consacrée en 850 sous le vocable de Saint-Pierre par l'évêque saint Prudence de Troyes, et sa fondation est confirmée par le roi Charles II le Chauve. L'abbé Oger y fit des travaux mais elle fut ruinée par les guerres, brûlée par la garnison de Troyes. Elle fut relevée vers 1470 mais les travaux durèrent jusqu'en 1535 pour le gros œuvre. Les vitraux furent posés en 1555.

## Bâtiments conventuels
- Porche d'entrée : un seul côté subsiste et une partie du mur d'enceinte ;
- Colombier.

## Archéologie
Dans le cadre d'un projet d'extension de la polyclinique de Montier-la-Celle située à l'intérieur de l'enceinte de l'abbaye Saint-Pierre de Montier-la-Celle, mais hors des bâtiments conventuels de l'abbaye, le sous-sol a fait l'objet d'une étude archéologique préalable menée par Gilles Deborde et son équipe en 2014.

## Art chrétien

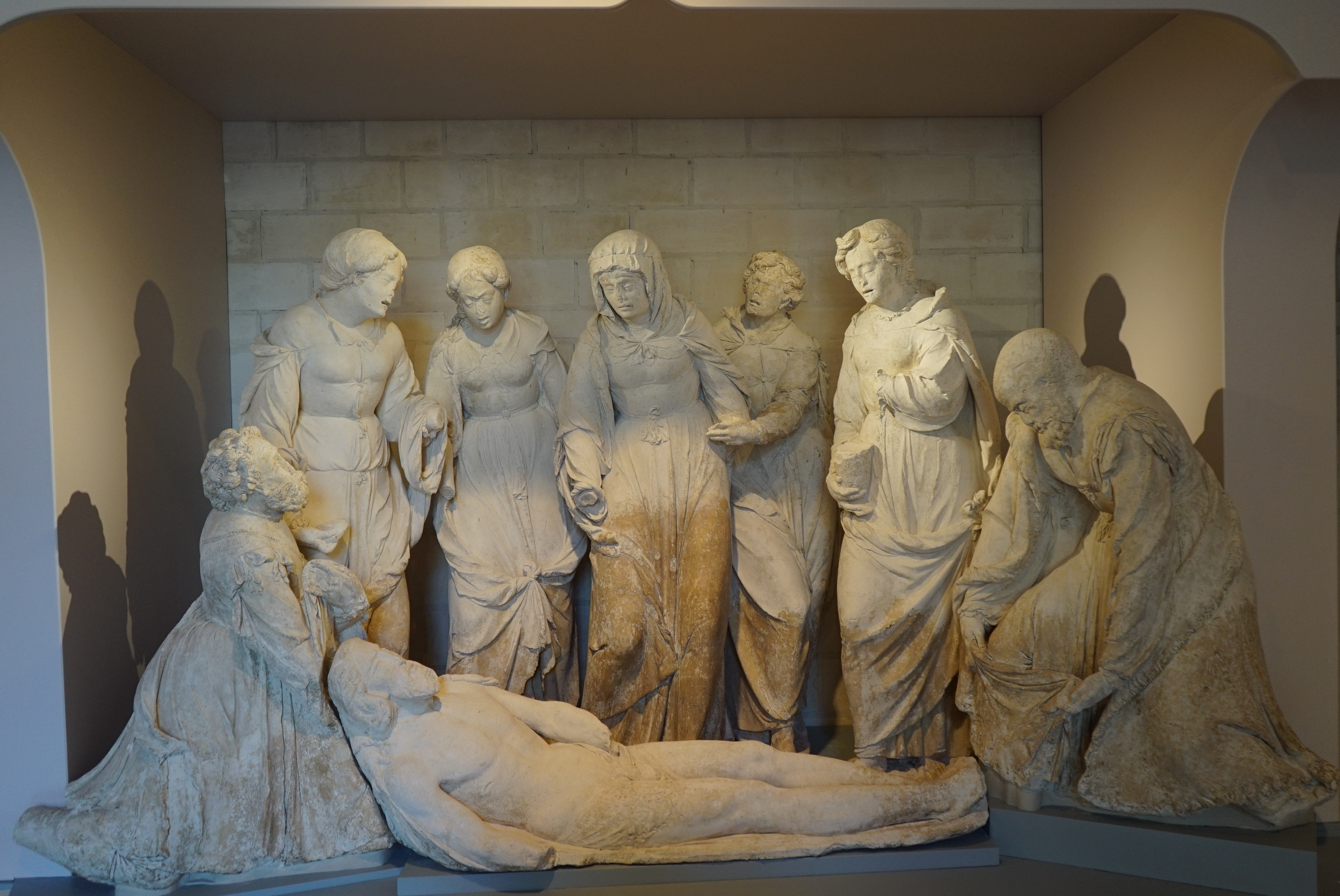
Mise au tombeau actuellement au Musée de Vauluisant.

- La Vierge de l'Assomption (XVIe siècle)[5], statue en albâtre rehaussé de peinture dorée, formant un groupe avec deux anges musiciens (XVIe siècle)[6], l'un jouant de l'orgue portatif et l'autre du luth. Une réplique de cette statue se trouve à l'église Saint-André de Saint-André-les-Vergers, dans l'Aube[7],[8] ;
- Mise au tombeau, groupe sculpté[9].
- Abbé priant, Hôtel de Vauluisant.

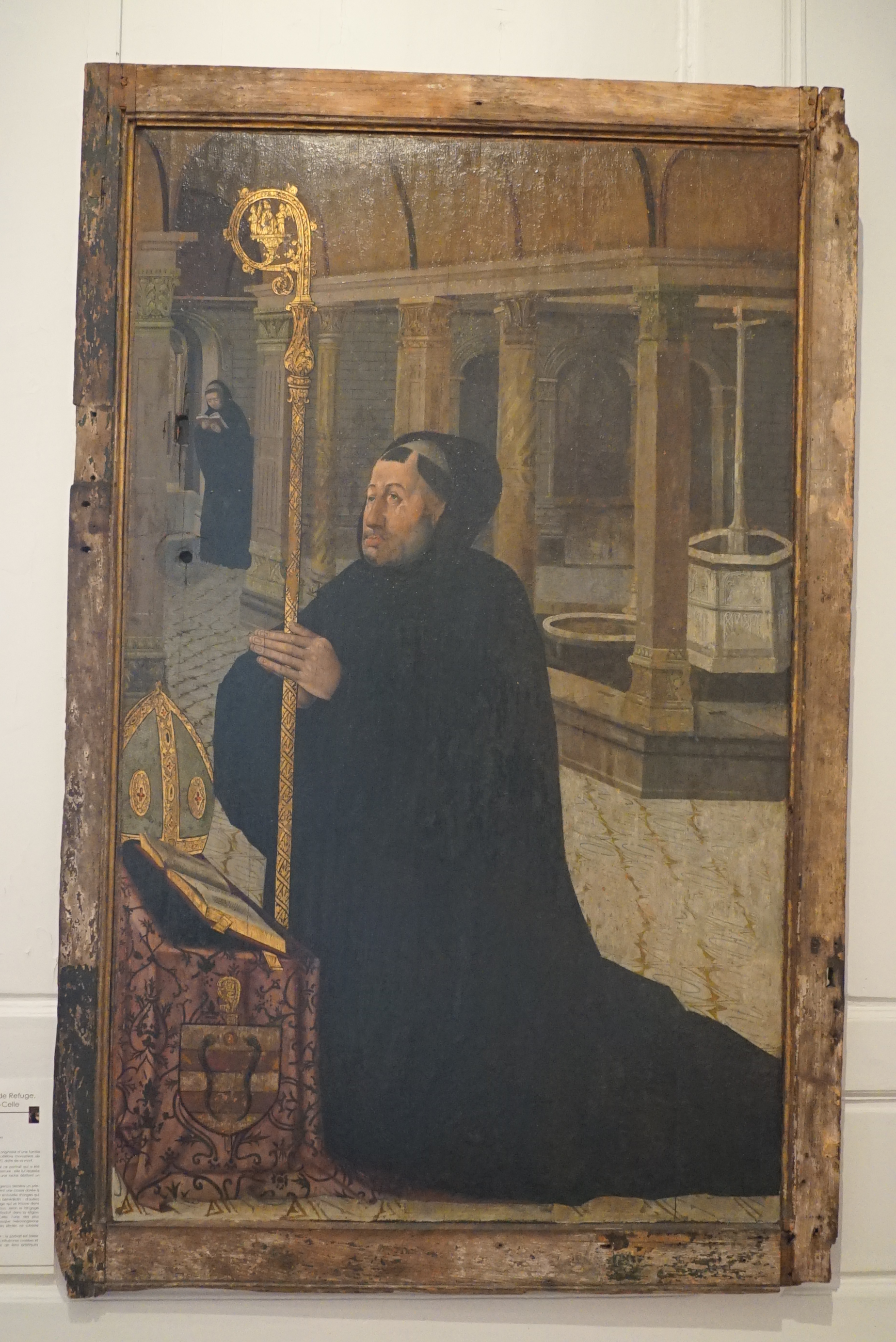
Charles de Refuge.

- Bibliothèque nationale de France, Fonds latin, ms, nouv. acq. lat. 3241 -XIII ▪ Bréviaire à l'usage de l'abbaye Saint-Pierre de Montier-la-Celle.

## Abbés

### Abbés réguliers
- 657-vers 670 : saint Frobert de Troyes (début du VIIe siècle-vers 670), moine de l'abbaye Saint-Pierre et Saint-Paul de Luxeuil, fondateur de l'abbaye dont il fut le premier abbé ;
- 750 : saint Bobin, moine, puis abbé de l'abbaye, devient évêque de Troyes ;
- 940-971 : Walon ou Gualon (mort le 1er mars)[10] 973), abbé de l'abbaye Saint-Pierre de Montier-la-Celle, devient évêque de Troyes ;
- 1145-1161 : Pierre de Celle (vers 1115-1183), moine à l'abbaye Saint-Sauveur d'Anchin, ami de Gossuin d'Anchin, il fut abbé de Montier-la-Celle, en 1145, puis vers 1161 ou 1162, abbé de l'abbaye Saint-Remi de Reims, et évêque de Chartres[11].
- 1283 - 1297/1299- : Jean Guichard, abbé puis évêque de Troyes en 1297. Il meurt en 1317.
- ? - avant 1323 : Étienne Aldebrand[12]
- ? -1348 - Aymeri I : est transféré à l'abbaye Saint-Pierre de Montier-la-Celle le 11 septembre 1348. Il résigne en faveur de
- 1348 - 1356 - Aymeri II Orlhuti : il est transféré le 13 janvier 1356 à l'abbaye Saint-Pierre de Montier-la-Celle. Il meurt le 3 décembre 1385[13]
- 28 janvier 1387[14]- 139. ? : Henri de Vienne, ne garda donc pas longtemps son abbaye de Faverney, puisque rentré en France en 1384, il est en 1387 à l'abbaye de Montier-la-Cell. Il obtient du pape Clément VII le droit de porter la mitre et les autres ornements pontificaux (bulle du 18 mai) à Avignon[15]. Fait prisonnier par les Turcs il écrit pendant sa captivité un ouvrage sur le mariage en pays infidèle.

### Abbés commendataires
- 1450 - 1488 Louis Raguier (1401-1488), évêque de Troyes
- 1488 - 1515 ou 17 : Charles de Refuge.
- 1590 Benjamin du Plessis, 4e abbé commendataire, il conserva cette abbaye 52 ans et était vivant en 1590[16]
- 1691-1692 - Odet d'Harcourt (1658-1692), abbé également de Beuvron, aumônier du roi en 1685[17],[18]

## Religieux et personnalités notables
- 1048 : saint Robert de Molesme, prieur du prieuré de l'église Saint-Ayoul de Provins, fondateur des abbayes Molesme en 1075 et de l'Cîteaux et de l'ordre de Cîteaux en 1098 ;
- 1112-1115 : saint Bernard de Clairvaux se retire dans cette abbaye, avant de fonder l'abbaye de Clairvaux.
- c. 1160 : Foulques : évêque d'Estonie.

## Propriétés et revenus
- Église Saint-Ayoul de Provins, don de Thibaud Ier de Champagne, comte de Champagne en 1048, avec l'autorisation du roi Henri Ier de France.
- L'abbaye perçoit des tonlieux sur les foires de Champagne, grange aux dîmes de Montier-la-Celle à Troyes (1114).